# منتزه بارتولدي

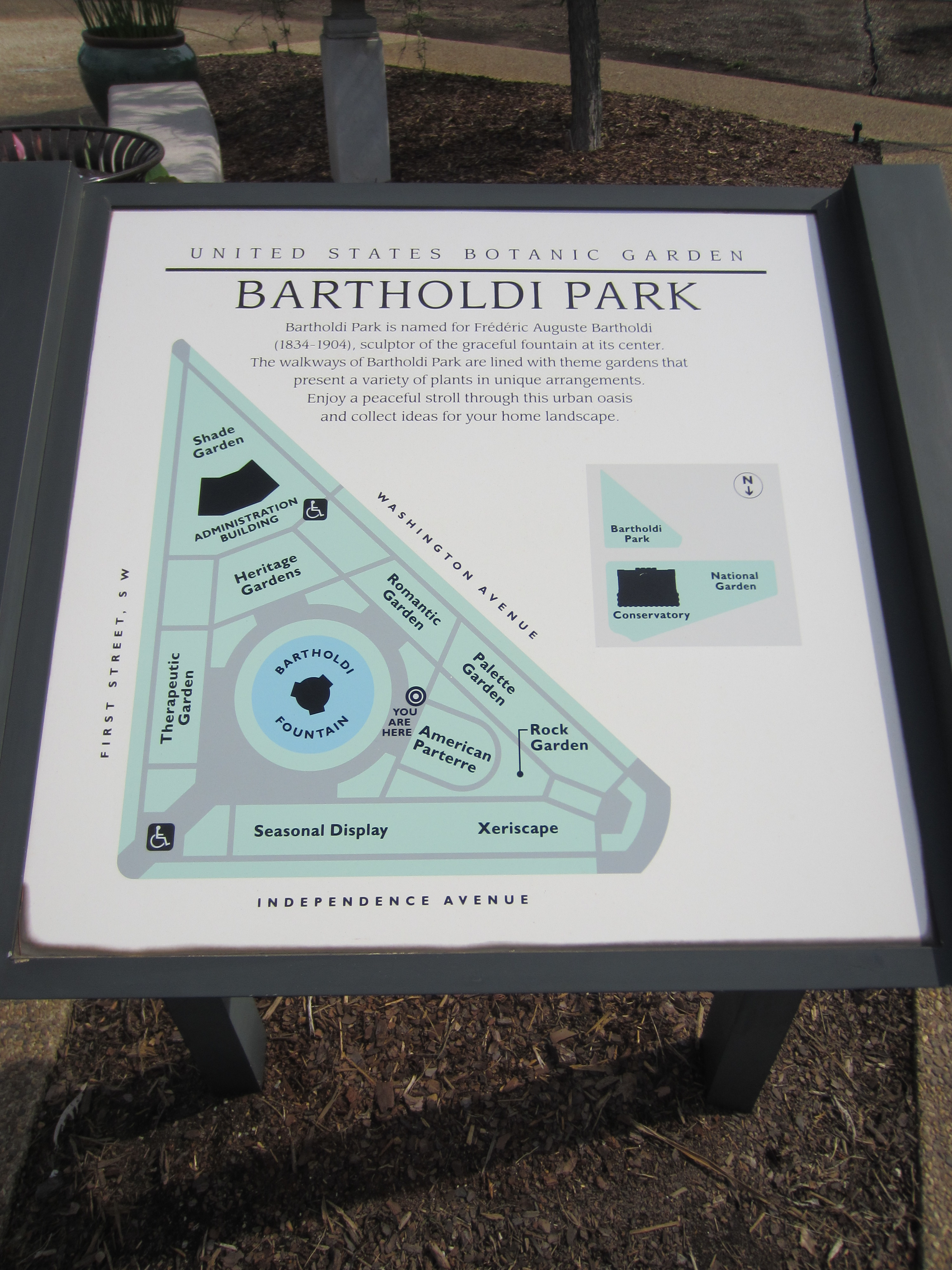
لافتة لمنتزه بارتولدي في واشنطن عاصمة الولايات المتحدة الأمريكية

منتزه بارتولدي (بالإنجليزية: Bartholdi Park)‏ هو منتزه عام يشكل جزء من حديقة نباتية في الولايات المتحدة الأمريكية، المنتزه يتواجد على تلة الكابيتول، وهو جزء من مجمع الكابيتول في واشنطن، عاصمة الولايات المتحدة الأمريكية. المنتزه يتواجد في زاوية جادات الاستقلال وجادة واشنطن (Washington Avenue). المنتزه سمي نسبة للنحات الفرنسي فريديريك أوغست بارتولدي المعروف كمصمم تمثال الحرية.

## تاريخه
المنتزه هو جزء من الحديقة النباتية في الولايات المتحدة الأمريكية، لكن يتواجد خارج مساحة الحديقة   النباتية. المنتزه بني في سنة 1932، في مدخل مبنى الكابيتول في نفس المكان أقيمت الحديقة النباتية - المكان هذا بني بعد ان انتقلت الحديقة النباتية لمكانها الحالي في سنة 1927. تمت إقامة المنتزه من اجل اظهار الحدائق الأمريكية (وهذا العمل مستمر إلى يومنا هذا). في وقت بناء المنتزه تم تصميمه بأسلوب بستنة كلاسيكي، وهذا من اجل ان يسمح بالمظاهرات، تجمعات جمهور واعمال عامة في مساحة المنتزه. مع السنوات تغير تصميم الحديقة، وأضيفت لها نباتات جديدة، وهنا الحديقة صممت على شكل «شباك عرض» الذي يظهر لبستناييون هواة إمكانيات بستنة (في الحديقة قطع أراضي مختلفة صغيرة وفيهن حدائق بيتية مختلفة)، بهدف منحهم الإلهام. في 1985 اعطي للحديقة اسمها الحالي. في سنة ال 2016 تم ترميم الحديقة، وصممت من جديد، بهدف أن يتم التركيز على البستنة المعاصرة. في نطاق الترميم تم تبديل الإضاءة في المنتزه، وتحولت مسارات المنتزه إلى مسارات تناسب ذوي الاحتياجات الخاصة.